# Bonnie e Clyde

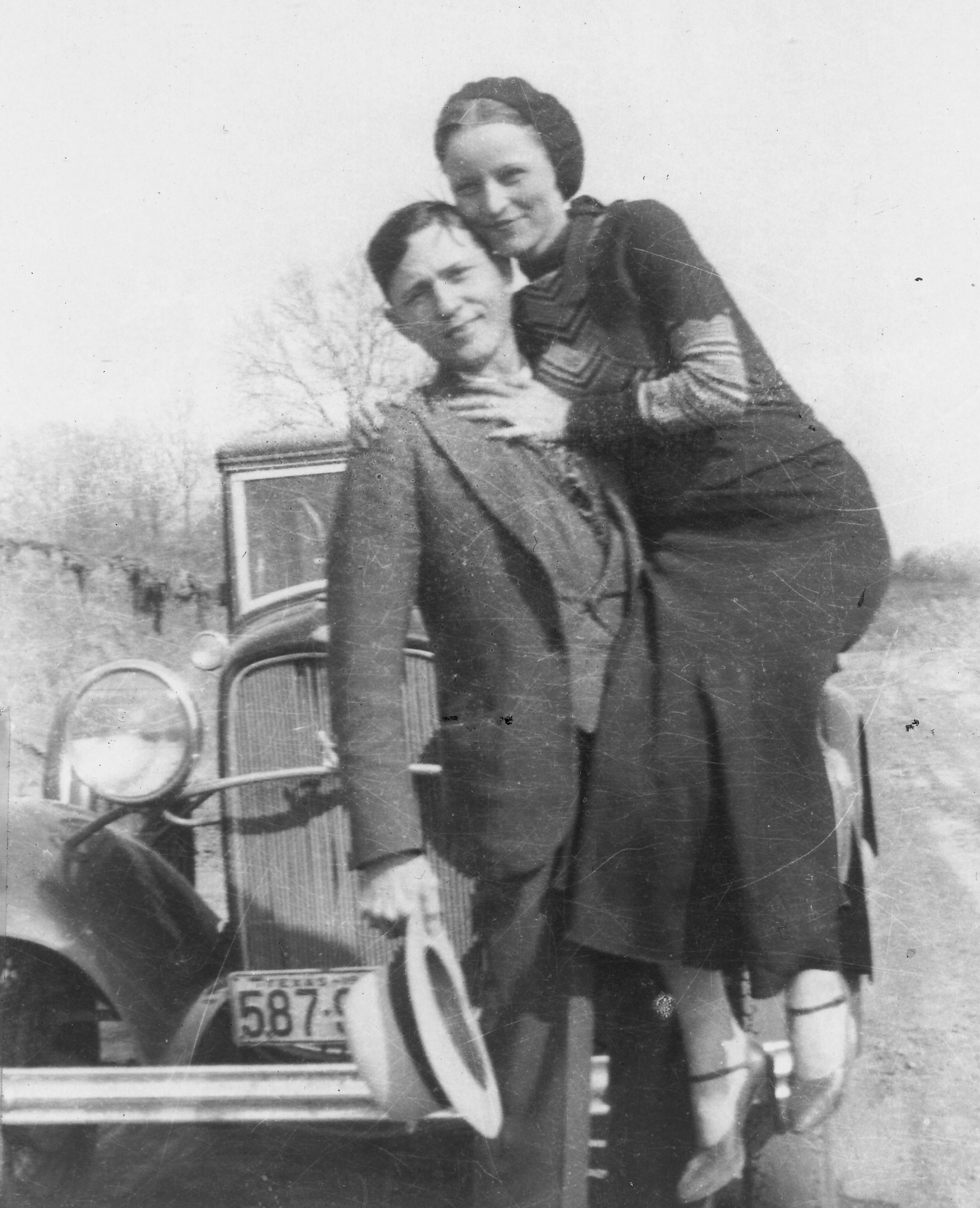
Bonnie e Clyde em março de 1933, em foto encontrada pela polícia num esconderijo abandonado

Bonnie Elizabeth Parker (1 de outubro de 1910 – 23 de maio de 1934) e Clyde Chestnut Barrow (24 de março de 1909 – 23 de maio de 1934) foi um casal de criminosos americanos que viajava pela região central dos Estados Unidos, com sua gangue, durante a Grande Depressão, roubando e matando pessoas quando encurralados ou confrontados. Suas façanhas atraíram a atenção do público durante a "Era dos Inimigos Públicos", entre 1931 e 1936. Embora conhecidos hoje por seus mais de uma dúzia de assaltos a bancos, a dupla roubava com mais frequência pequenas lojas ou postos de gasolina rurais. Acredita-se que a gangue tenha matado pelo menos nove policiais e inúmeros civis. O casal acabou sendo emboscado e morto por policiais perto de Sailes, Paróquia de Bienville, Louisiana. Suas façanhas foram revividas e cimentadas no folclore pop americano através do filme Bonnie and Clyde, de 1967, de Arthur Penn.

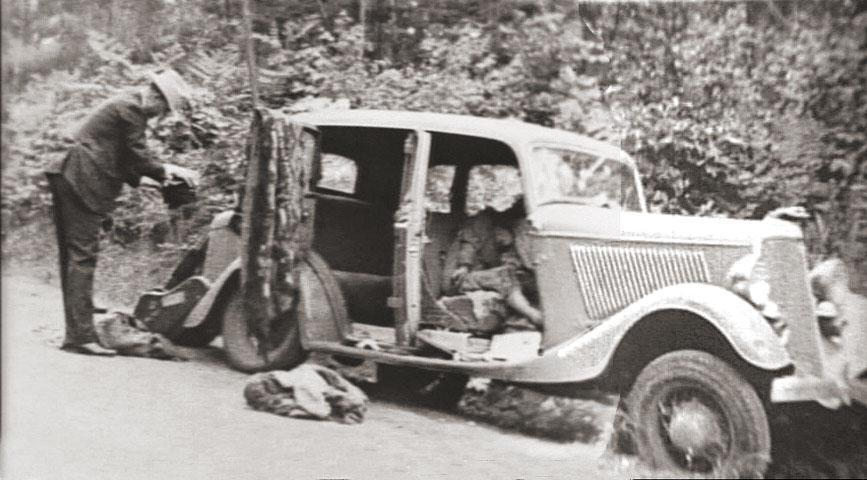
O Ford Deluxe V-8 1934 após a emboscada com os corpos de Barrow e Parker nos bancos dianteiros

Mesmo durante a vida, a representação do casal na imprensa estava em desacordo com a dura realidade de sua vida na estrada, especialmente para Bonnie Parker. Apesar de estar presente em cem ou mais crimes durante os dois anos em que foi companheira de Clyde, ela não era uma assassina que fumava charuto e se armava com metralhadoras, como representada nos jornais, cinejornais e revistas policiais da época. Um membro de gangue, W. D. Jones, mais tarde disse que não se lembrava de tê-la visto atirar em um oficial de justiça, e o mito do charuto surgiu de uma foto instantânea de brincadeira encontrada pela polícia em um esconderijo abandonado, que foi enviada para a imprensa e publicada em todo o país. Apesar de Parker fumar cigarros Camel, ela nunca fez uso de charutos.
Segundo o historiador Jeff Guinn as fotos do esconderijo levaram à glamourização de Parker e à criação de lendas sobre a gangue. Ele escreveu:
John Dillinger tinha aparência de ídolo de matinê, e Pretty Boy Floyd tinha o melhor apelido possível, mas as fotos de Joplin apresentaram novas superestrelas criminosas com a marca mais excitante de todas: sexo ilícito. Clyde Barrow e Bonnie Parker eram jovens e impetuosos e, sem dúvida, dormiam juntos.— Jeff Guinn

## Bonnie Elizabeth Parker
Bonnie teve uma infância pobre e difícil com a mãe e os dois irmãos, depois que seu pai morreu quando ela tinha quatro anos, provocando a mudança da família de sua cidade natal para Dallas, no mesmo estado do Texas.
Apesar da mais absoluta pobreza, ela era uma ótima aluna de inglês e redação e escrevia poemas de qualidade, inclusive vencendo com sua escola um concurso de literatura da liga de ensino do condado. Mais tarde fez discursos introdutórios para políticos locais. Descrita como uma jovem inteligente, de personalidade e força de vontade pelos que a conheceram, Bonnie era uma pequena loira de 1,50 m e 41 kg.
Seu talento para a poesia e a literatura ficou expresso em dois poemas que se tornaram famosos após sua morte, Suicide Sal e The Story of Bonnie and Clyde.
Bonnie casou-se em setembro de 1926, aos quinze anos, com Roy Thornton, um rapaz da área. Roy foi condenado a cinco anos de prisão por roubo e dali em diante ele e Bonnie nunca mais se viram, mas ela continuou usando aliança até o dia de sua morte.
Em 1930, trabalhando como garçonete, ela conheceu o homem que mudaria seu destino, levando-a para uma vida de crimes e aventuras que a tornaria famosa no mundo todo por gerações — Clyde Barrow. Clyde tinha a mesma idade de Bonnie, e, ao se conhecerem, eles se apaixonaram imediatamente. Bonnie largou tudo para seguir o bandido. 
Dali em diante ela se mostraria uma leal companheira de Clyde e com a ajuda de outros bandidos e do irmão de Barrow formaram uma quadrilha que aterrorizaria por quase quatro anos a região central dos Estados Unidos, assassinando civis e policiais e assaltando bancos, lojas e postos de gasolina, até serem mortos em uma emboscada, depois de uma longa caçada humana, em uma estrada deserta perto de Bienville Parish, no estado da Louisiana, em 23 de maio de 1934.

## Clyde Chestnut Barrow
Nascido em uma família pobre de pequenos fazendeiros, desde cedo Clyde começou seu envolvimento com a polícia e o crime. Aos 16 anos foi preso pela primeira vez ao fugir de um policial quando interpelado a respeito de um carro alugado em sua posse, que ele não havia devolvido à locadora no prazo. A segunda prisão, dessa vez junto com seu irmão Buck, foi por roubar perus de uma propriedade.
Mesmo conseguindo pequenos trabalhos entre 1927 e 1929 Clyde continuou praticando pequenos furtos em lojas de conveniência e roubando carros. Apesar de ser predominantemente reconhecido como assaltante de bancos, a preferência de Clyde era por pequenos roubos em postos de gasolina e lojas.
Embora nunca citado o fato, Clyde também era um homem muito inteligente.
De acordo com o historiador John Neal Phillips, e ao contrario da errônea imagem fria de Clyde Barrow passada no clássico filme Bonnie & Clyde: Uma Rajada de Balas, protagonizado por Warren Beatty, o objetivo de vida de Clyde não era ficar famoso e rico assaltando bancos, mas se vingar do sistema carcerário dos Estados Unidos pelos abusos que havia sofrido em suas prisões. Segundo Phillips ele na verdade se sentia culpado pelas pessoas que assassinava.
Depois de conhecer Bonnie Parker em 1930, Clyde, Bonnie, Buck e Blanche montaram a quadrilha conhecida como Barrow Gang, que nos anos seguintes levaram o terror à população dos estados centrais dos EUA, assaltando e matando civis e policiais que se colocavam em seu caminho, até ser finalmente morto a tiros junto com Bonnie dentro do carro que dirigiam, em uma emboscada montada pela polícia em uma estrada deserta da Louisiana, em 23 de maio de 1934.

### A carta
Antes de morrer, durante a fuga, Clyde escreveu uma carta endereçada a Henry Ford, elogiando a excelente mecânica V8 dos Fords que construiu. Abaixo, o texto da carta:
"Tulsa Oklahoma 
 10 de abril 
 Sr. Henry Ford 
 Detroit Michigan
Prezado senhor,
Enquanto ainda tenho ar em meus pulmões, escrevo para dizer que carro elegante o senhor construiu. Eu dirigi exclusivamente Fords quando consegui roubar um. Para correr e ficar longe de problemas, o Ford deixa os outros carros comendo poeira e, embora meu trabalho não seja estritamente legal, não faz mal dizer o veículo magnífico que é o seu V8.
Sinceramente,

Clyde Chestnut Barrow."

## Filme
Em 1967, o filme sobre a vida dos dois amantes e assassinos, Bonnie and Clyde, dirigido por Arthur Penn e estrelado por Warren Beatty e Faye Dunaway, no papel de Bonnie, foi um campeão de bilheteria indicado a dez Oscars, conquistou dois e se tornou um dos filmes mais emblemáticos do novo cinema hollywoodiano pela crueza de suas cenas. 
Em 2019 a Netflix produziu um filme sobre o casal chamado The Highwaymen (Estrada Sem Lei, em português), estrelado por Kevin Costner e Woody Harrelson. O roteiro aborda a perseguição de Bonnie e Clyde comandada pelos Texas Rangers reconvocados capitão Francis Augustus Hamer e seu parceiro Benjamin Maney Gault, começando pela fuga de Clyde da prisão de Eastham, perto de Weldon, Texas, em 11 março de 1934.